# 蘆野東山
蘆野東山（あしの とうざん、元禄9年11月23日（1696年12月17日） - 安永5年6月2日（1776年7月17日））は、江戸時代中期の儒学者、仙台藩士。本姓は岩淵氏。結婚後の享保12年（1727年）に姓を芦（蘆）と改めた。諱は徳林。初諱は胤保。字は世輔または仲坰。通称は勝之助・勝之丞・善之助・幸七郎・東民。号は東山の他に、渋民・玩易斎・東嶠・梅隠・松窓・柿員・赤蟲・貴明山下幽叟などの別号がある。国内の刑法思想の根本原理を論じた『無刑録』の著者。

## 生涯
元禄9年（1696年）、陸奥国磐井郡渋民村（現岩手県一関市大東町渋民）に生まれる。岩渕氏は、葛西氏の遺臣で、東山の民間に隠れ住んだ。
幼少より聡敏で、7歳に僧に孝経と般若心経を学び、9歳には医術・兵法に及ぶ。15歳になって仙台城下に出て儒学・天文・暦数を学び、藩儒・田辺整斎に学ぶ。享保元年（1716年）、21歳で主命により京都に遊学し、浅井琳庵、三宅尚斎、高屋徹斎等につく。享保4年（1719年）に仙台藩に戻った。
5代藩主・伊達吉村によって儒員に任じられ、農村の生活改善などについて何度も上書し大いに藩主を諫めた。京都で桑名松雲のかねてからの勧めに従い、江戸に出て室鳩巣に師事し、鳩巣から中国儒家の刑律に関する説を編纂する仕事を引き継いだ。また、江戸では奥州伊達氏の遠祖と考えられた伊達念西の前後について調査を命じられている。享保20年（1735年）に藩学建設を献策するが許可が下りず、翌年に藩は独自に学問所を建てた。ところが東山が予定していたものより規模は縮小され、また、藩学の講席の席順（学問所における学生の席次が家の身分格式の序列、次いで長幼の順になっていること）について藩に上訴するまでになり、元文3年（1738年）に藩から懲戒処分を受け、43歳の時に加美郡宮崎村（現在の宮城県加美郡加美町宮崎）の石母田長門方へ蟄居（他人預け）を命ぜられ、24年間の幽閉生活を送る。この幽閉生活中、恩師・室鳩巣
宝暦11年（1761年）に「他人預け」から「親類預け」に減刑されて渋民村（現一関市大東町渋民）に帰り、翌年に完全赦免となった。既に66歳であったが、安永5年（1776年）に81歳で亡くなるまで、熱心に子弟の教導に当たっている。また、田村藩に出入りし、仙台からの儒臣を推挙したり、子弟を藩士に推挙したりした。
なお、主著『無刑録』は明治以後3回も刊行され、上書類は『日本経済叢書』『仙台叢書』におさめられている。（書名の「無刑」は、中国の「書経(尚書)」にでる「刑期于無刑(刑は刑なきを期す)」からとった言葉。
「刑罰は、刑罰が無くても犯罪が発生しない理想の世を実現するためのもの」という東山の思いが込められている。
※報復に主眼を置いた当時の報復刑論に対し、東山は人々の教育の充実を強調した教育刑論を唱えた。）
他の著作に『東山文詩』などがある。

## 性格・逸話
博学達識の士であり、当時の仙台藩儒では遊佐木斎に次ぐ。しかし性格に柔軟さや妥協がなく不幸を自ら招き、学問を社会に活かすことができなかった。後に同じ藩の斎藤竹堂は『蘆東山傳』を書き、いくつかの逸話を伝える。
- 獅山公（伊達吉村）が東山に書を乞うて、自ら墨をすり紙も目の前に広げて、東山が大きく書くと、字が少し斜めになっていた。そこで書き改めるように公が言ったところ、東山は顔色を変え「臣の書は斜めといえど字と為すを失せず。国政は直ならざれば必ず政体を失す。公、何ぞこれを改めざる」と言い放ち、側にいた家臣たちは冷や汗を流したという。
- 仙台で世話になっていた富商・久四郎が『楚辞』を東山に贈ったことがある。宮崎村に幽閉される際にこれを思い出し、「今日の私は屈原と同じだ。あの贈り物は讖（予言）だったのだなあ」と嘆じた。
- 東山は頻繁に号を変えた。室鳩巣は、東山がよこす手紙の署名がしばしば変わるのを見て「彼は終わりを善くする者にあらず」と嘆いた。
- 京都にいた頃、東山は一日中、嵐山で桜を見て帰ってきた。師の三宅尚斎が「今日は天気が良かったから、見物人が多かっただろう」と聞くと、東山は「桜を見に行っただけです。その他のことは知りません」と答えた。尚斎は「東山は剛直に過ぎる。おそらくは身を全うできないだろう」とあとで人に語った。

## 無刑録について
「無刑録」は、中国の刑律を集大成し、東山の見解を加えたものである。書名は尚書大禹謨の「刑期于無刑（刑は刑無きを期す）」によるもので、儒教をもとにしながら更に考えを進め、刑罰を見せしめのものでなく、教育刑（教化善導）にすべきであると説いている。このような思想はヨーロッパでは19世紀末に生まれたとされるが、この100年以上も前に書き記されていたことになる。
完成後も出版は許されなかったが百年余を経た明治10年（1877年）、元老院幹事陸奥宗光、議官水本成美らの尽力により、元老院から公刊され、ようやく日の目を見るに至った。
明治政府は近代刑法制定にあたり、ヨーロッパ諸国のものとともに、これを参考にしており、花井卓蔵は「東洋唯一の刑事法典」と呼んでいる。
無刑録は、一関市の「市指定有形文化財（古文書）」（2020年（令和2年）8月19日）に指定されている。